# Юрманово
Юрма́ново (рос. Юрманово) — присілок у складі Юргинського округу Кемеровської області, Росія.

## Населення
Населення — 10 осіб (2010; 13 у 2002).
Національний склад (станом на 2002 рік):
- росіяни — 92 %